# 开芝瓦约
开芝瓦约·卡姆潘德（约1826年—1884年2月8日），又译开芝瓦约、凱什瓦奧，祖鲁王国国王，1872年至1879年在位，在他任内爆发了祖鲁战争。
其父親姆潘德於祖魯國王在位期間，召集各個部落所有14歲以上的少年組成王國衛隊，有別於效忠部落的首領，而是效忠國王姆潘德，開芝瓦約也在當中。隨著協助父親姆潘德彌平王國內的野心勢力，開芝瓦約24歲時已是聲望權勢無人能及的將領。
然而因為姆潘德的懦弱性格，雖然身為國王卻受制於南邊的布爾人，並因為英國人進逼迫使布爾人頻繁的與祖魯發生武裝衝突。開芝瓦約見到這樣的態勢，逐與熟悉非洲語言風俗的英籍傳教士，祖魯人尊稱「白人神父」的西奧菲勒斯·謝普斯通 （Theophilus Shepstone）合作，希望藉由英國的承認，促成他順利成為王位的繼承者。1872年，姆潘德駕崩，40歲的開芝瓦約登基成為祖魯國王。
開芝瓦約由於成功取得王國的大權，開始對於恢復祖魯國力更加充滿雄心壯志。對於希奧菲勒斯.舍普斯頓的態度，也逐漸由防備轉為信任，甚至相信英國可以與祖魯成為友誼的關係。

## 参考文献

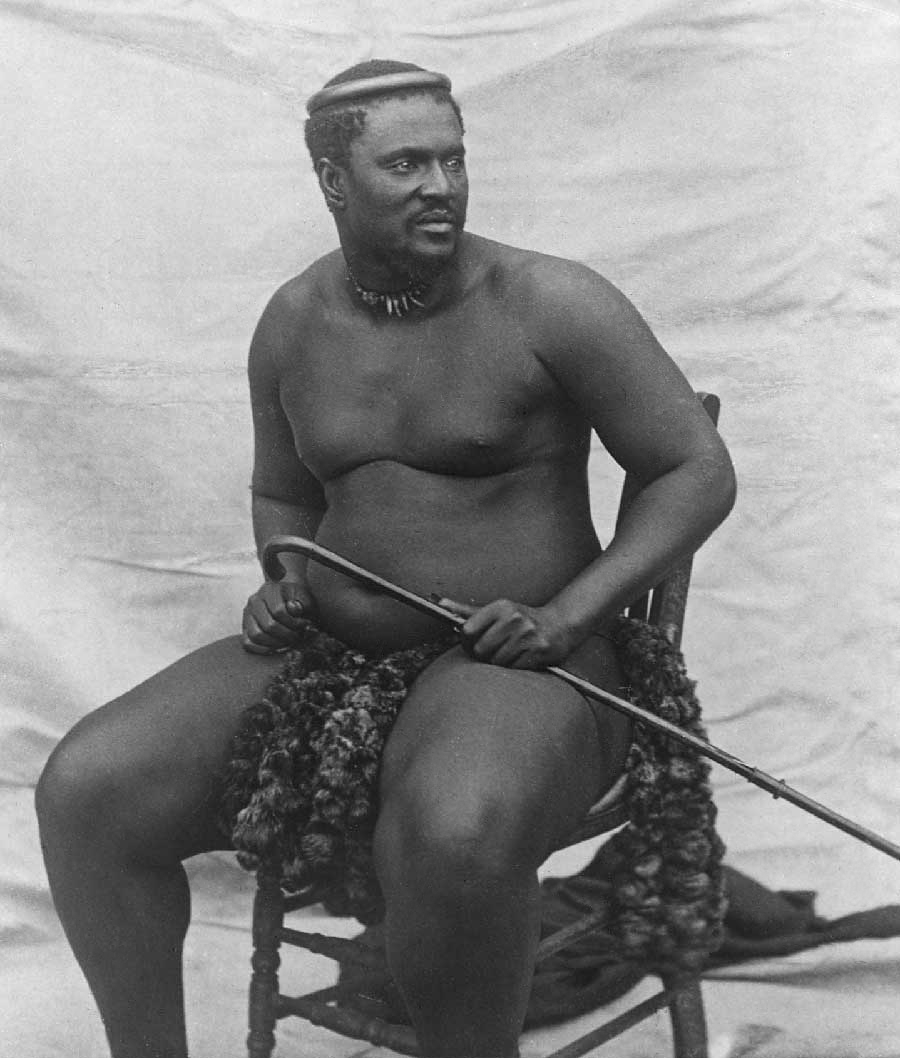
开芝瓦约的照片，摄于约1875年